# Park Jae-hyun
Park Jae-hyun (kor. 박재현; * 29. Oktober 1980) ist ein südkoreanischer Fußballspieler.
2003 änderte er seinen Namen von Park Sung-ho zu Park Jae-hyun.

## Karriere
Park Jae-hyun erlernte das Fußballspielen in der Schulmannschaft der Tongjin High School sowie in der Universitätsmannschaft der Sangji University. Seinen ersten Vertrag unterschrieb er 2003 bei Daegu FC. Der Verein aus Daegu spielte in der ersten Liga des Landes, der K League. 2004 wechselte er zu Ulsan Hyundai Mipo Dockyard Dolphin FC. Mit dem Verein, der in Ulsan beheimatet war, spielte er in der zweiten Liga, der K League 2. Zum Erstligisten Incheon United nach Incheon wechselte er 2005. Hier stand er mindestens 33-mal in der ersten Liga auf dem Spielfeld. Im August 2009 ging er nach Europa. Hier unterschrieb er in Griechenland einen Vertrag beim Zweitligisten Ethnikos Piräus. Er war der erste Koreaner der in der Football League Griechenland spielte. Im Juli 2010 kehrte er zu seinem ehemaligen Verein Ulsan Hyundai Mipo Dockyard Dolphin FC zurück. 2011 stand er beim Drittligisten Yongin City FC in Yongin unter Vertrag. Nach Indien wechselte er 2012. Hier wurde er von dem in der zweiten Liga, der I-League 2nd Division, spielenden Sporting Club de Goa verpflichtet. Im Juli 2012 zog es ihn nach Thailand. Hier unterschrieb er einen Vertrag beim Samut Songkhram FC. Der Verein aus Samut Songkhram spielte in der höchsten Liga des Landes, der Thai Premier League. Bis Ende 2013 stand er mindestens 23-mal für Samut auf dem Spielfeld. Wo er von Januar 2014 bis Dezember 2016 gespielt hat, ist unbekannt. Seit Januar 2017 steht er beim südkoreanischen Verein Songwol FC unter Vertrag.